# نبردناو کلاس بیسمارک
نبردناو کلاس بیسمارک (به انگلیسی: Bismarck-class battleship) یک کلاس از کشتی‌های جنگی سریع شامل دو نبردناو تیرپیتس و بیسمارک بود که اندکی پیش از شروع جنگ جهانی دوم برای «کریگس‌مارینه» (نیروی دریایی آلمان نازی) ساخته شدند. این کشتی‌ها بزرگ‌ترین و توانمندترین کشتی‌های جنگی بودند که برای کریگس‌مارینه ساخته شده بود. آن‌ها دارای قابلیت جابه‌جایی با بیش از ۴۱۰۰۰ تُن وزن بودند و به‌طور معمول، دارای هشت توپ اصلی ۱۵ اینچی (۳۸ سانتی‌متری) و بیشینهٔ سرعت ۳۰ گره (۵۶ کیلومتر بر ساعت؛ ۳۵ مایل بر ساعت) بودند. ساخت بیسمارک در ژوئیهٔ ۱۹۳۶ آغاز و در سپتامبر ۱۹۴۰ تکمیل شد و ساخت تیرپیتس در اکتبر ۱۹۳۶ آغاز شد و کار ساخت آن در فوریهٔ ۱۹۴۱ به پایان رسید. این کشتی‌ها در پاسخ به ساخت نبردناوهای کلاس ریچلو فرانسه سفارش داده شدند. آن‌ها با در نظر گرفتن نقش سنتی درگیر شدن با کشتی‌های جنگی دشمن در آب‌های داخلی طراحی شدند، اگرچه فرماندهی نیروی دریایی آلمان تصور می‌کرد که از این کشتی‌ها برای حملات دوربرد به کشتی‌های بریتانیایی در اقیانوس اطلس استفاده کند. به این ترتیب، طراحی آن‌ها نشان‌دهندهٔ سردرگمی استراتژیک است که بر ساختار نیروی دریایی آلمان در دههٔ ۱۹۳۰ حاکم بود.